# Östra arméfördelningen (1928–1936)
Östra arméfördelningen var en arméfördelning inom svenska armén som verkade åren 1928–1936. Förbandsledningen var förlagd i Stockholms garnison i Stockholm.

## Historik
Genom försvarsbeslutet 1925 blev samtliga truppförband inom armén från den 1 januari 1928 garnisonerade, det vill säga med allt befäl i ständig tjänstgöring. Trupperna sammanfördes i fyra arméfördelningar samt Övre Norrlands trupper och Gotlands trupper, vilka samtliga var indelade i ett geografiskt område. Genom försvarsbeslutet 1936 infördes en ny ledningsorganisation, där Östra arméfördelningen ersattes den 1 januari 1937 av IV. arméfördelningen.

## Verksamhet
En arméfördelning bestod i regel av fyra infanteriregementen, ett kavalleriregemente, ett artilleriregemente. och en trängkår, samt i vissa fall truppförband ur artilleriet, ingenjör- och intendenturtrupperna. Inom bildade Livgrenadjärregementet (I 4) och Jönköpings-Kalmar regemente (I 12) Östra brigaden. Bakgrunden till brigaden var att Östra arméfördelningen innehöll sex infanteriregementen, jämfört med fyra infanteriregementen inom övriga arméfördelningar. Inom respektive arméfördelning fanns ett militärområde, vilket leddes av en militärområdesbefälhavare. Militärområdesbefälhavaren var territoriell chef, men underställd chefen för arméfördelningen.

## Ingående enheter
- Svea livgarde (I 1)
- Göta livgarde (I 2)
- Livregementets grenadjärer (I 3)
- Livgrenadjärregementet (I 4)
- Upplands regemente (I 8)
- Södermanlands regemente (I 10)
- Jönköpings-Kalmar regemente (I 12)
- Livregementet till häst (K 1)
- Svea artilleriregemente (A 1)
- Smålands arméartilleriregemente (A 6)
- Svea ingenjörkår (Ing 1)
- Göta ingenjörkår (Ing 2)
- Fälttelegrafkåren (Ing 3)
- Svea trängkår (T 1)
- Första intendenturkompaniet (Int 1)

## Förläggningar och övningsplatser
Staben samt förbandsledningen för Östra arméfördelningen var förlagd till militärstabsbyggnaden på Östermalmsgatan 87 i Stockholm.

## Förbandschefer
Förbandschefen för Östra arméfördelningen innehade även befattningen överkommendant i Stockholm.
- 1928–1929: Ludvig Hammarskiöld
- 1929–1930: Bo Boustedt
- 1930–1936: Gösta Lilliehöök

## Namn, beteckning och förläggningsort
| Östra arméfördelningen | 1928-01-01 | – | 1936-12-31 |

| Stockholms garnison (F) | 1928-01-01 | – | 1936-12-31 |